# Belgiens Grand Prix 2005
Belgiens Grand Prix 2005 var det sextonde av 19 lopp ingående i formel 1-VM 2005.

## Rapport
Takuma Sato i BAR-Honda körde in i baken på Michael Schumachers Ferrari vid ingången till hårnålskurvan La Source i början av loppet, vilket resulterade i att båda förarna fick lämna loppet.
Kimi Räikkönen i McLaren tog över ledningen efter att stallkamraten Juan Pablo Montoya gått in i depå när elva varv återstod. Men efter depåstoppet kom Montoya, som låg tvåa, ofrivilligt i kontakt med Antonio Pizzonia i Williams under en omkörning och kunde därefter inte fortsätta loppet. Räikkönen kunde sedan ohotad köra i mål som segrare.

## Resultat
1. Kimi Räikkönen, McLaren-Mercedes, 10 poäng
2. Fernando Alonso, Renault, 8
3. Jenson Button, BAR-Honda, 6
4. Mark Webber, Williams-BMW, 5
5. Rubens Barrichello, Ferrari, 4
6. Jacques Villeneuve, Sauber-Petronas, 3
7. Ralf Schumacher, Toyota, 2
8. Tiago Monteiro, Jordan-Toyota, 1
9. Christian Klien, Red Bull-Cosworth
10. Felipe Massa, Sauber-Petronas
11. Narain Karthikeyan, Jordan-Toyota
12. Christijan Albers, Minardi-Cosworth
13. Robert Doornbos, Minardi-Cosworth
14. Juan Pablo Montoya, McLaren-Mercedes
15. Antonio Pizzonia, Williams-BMW

### Förare som bröt loppet
- Jarno Trulli, Toyota (varv 34, olycka)
- David Coulthard, Red Bull-Cosworth (18, motor)
- Michael Schumacher, Ferrari (13, olycka)
- Takuma Sato, BAR-Honda (13, olycka)
- Giancarlo Fisichella, Renault (10, olycka)